# Gaël Clichy
Gaël Clichy, francoski nogometaš, * 26. julij 1985, Toulouse, Francija.
Gaël Clichy je branilecšvicarskega kluba Servette, pred tem je bil dolgoletni nogometaš Arsenala in Manchester Cityja ter član francoske reprezentance. 

## Klubska kariera

### Začetki
Clichy je odraščal v francoskem mestu Toulouse. Ko je bil star 15 let je doživel nesrečo med plezanjem čez železno ograjo. Prstan, ki ga je nosil se mu je zataknil in si je z njim odtrgal prst. Po sedem urni operacij, med katero mu je srce zastalo za 15 sekund, so mu uspešno prišili prst nazaj. Doktorji so bili začudeni, da je preživel operacijo.
Ko je AS Cannes izpadel iz francoske druge divizije je Arsène Wenger prepričal Clichyove starše, da so mu dovolili priti v Arsenal.

### Arsenal
Po poškodbi noge Ashleya Cola v Oktobru 2005 in govoricami, da gre Cole v Španijo je Clichy dobil priložnost v prvi ekipi. Mesec kasneje je tudi on doživel enako poškodbo, zlomljeno nogo. 
V prvo ekipo se je vrnil 25. Aprila 2006 v polfinalni tekmi Lige prvakov proti Villarrealu kot zamenjava za poškodovanega Mathieu Flaminija. Clichy je doživel ponovitev poškodbe in je izpustil preostali del sezone, vključno s finalom Lige prvakov. V ekipo se je vrnil šele 14. Oktobra 2006
Ko je Cole odšel v Chelsea v avgustu 2006 je Clichy postal prva izbira za položaj levega branilca pri Arsenalu. Kot Colov učenec je Clichy nastopil za Arsenal 62-krat (od tega 39-krat v ligi) v treh sezonah. V sezoni po tem je nastopil na 27ih ligaških tekmah od skupno 40ih nastopov. V sezoni 2007-08 je bil izbran v PFA ekipo leta kot najboljši levi branilec sezone. 20. Junija 2008 je dobil nagrado za svoj trud in dobre nastope, saj je podpisal novo večletno pogodbo. Bil je tudi drugi pri glasovanju navijačev za Arsenalovega igralca sezone. Izbran je bil tudi za Arsenalovega kapetana prvič v predsezonski tekmi leta 2008 proti Barnetu.
Clichy je svoj prvi gol za Arsenal dosegel 1. Novembra 2008 pozno v tekmi, ki jo je Arsenal zgubljal 2-1 proti Stoke Cityu Po več tednih neigranja zaradi poškodbe hrbta je Arsenal v začetku maja objavil, da bo Clichy izpustil preostali del sezone 2008-09.

## Mednarodna kariera
V letu 2007 je bil vpoklican v francosko reprezentanco. Ponovno je bil vpoklican januarja 2008 za tekmo proti Španiji in 5. februarja 2008 za tekmo proti Demokratični republiki Konga.
Svoj prvi nastop za člansko reprezentanco je imel 10. septembra 2008 v kvalifikacijah za svetovno prvenstvo 2010 proti Srbiji.

## Klubska statistika
(dopolnjeno 9. maja 2010)
| Klub             | Sezona           | Liga    | Liga | Liga   | FA pokal | FA pokal | FA pokal | League pokal | League pokal | League pokal | Evropa  | Evropa | Evropa | Skupno  | Skupno | Skupno |
| Klub             | Sezona           | Nastopi | Goli | Podaje | Nastopi  | Goli     | Podaje   | Nastopi      | Goli         | Podaje       | Nastopi | Goli   | Podaje | Nastopi | Goli   | Podaje |
| ---------------- | ---------------- | ------- | ---- | ------ | -------- | -------- | -------- | ------------ | ------------ | ------------ | ------- | ------ | ------ | ------- | ------ | ------ |
| Arsenal          | 2003–04          | 12      | 0    | 0      | 4        | 0        | 0        | 5            | 0            | 0            | 1       | 0      | 0      | 22      | 0      | 0      |
| Arsenal          | 2004–05          | 15      | 0    | 0      | 5        | 0        | 0        | 1            | 0            | 0            | 2       | 0      | 0      | 24*     | 0      | 0      |
| Arsenal          | 2005–06          | 7       | 0    | 0      | 0        | 0        | 0        | 0            | 0            | 0            | 4       | 0      | 0      | 11      | 0      | 0      |
| Arsenal          | 2006–07          | 27      | 0    | 1      | 5        | 0        | 0        | 2            | 0            | 0            | 6       | 0      | 0      | 40      | 0      | 1      |
| Arsenal          | 2007–08          | 38      | 0    | 6      | 1        | 0        | 0        | 0            | 0            | 0            | 10      | 0      | 0      | 49      | 0      | 6      |
| Arsenal          | 2008–09          | 31      | 1    | 0      | 0        | 0        | 0        | 0            | 0            | 0            | 10      | 0      | 0      | 41      | 1      | 0      |
| Arsenal          | 2009–10          | 24      | 0    | 1      | 0        | 0        | 0        | 0            | 0            | 0            | 9       | 0      | 0      | 33      | 0      | 1      |
| Arsenal          | 2010–11          | 3       | 0    | 0      | 0        | 0        | 0        | 0            | 0            | 0            | 0       | 0      | 0      | 3       | 0      | 0      |
| Skupno v karieri | Skupno v karieri | 156     | 1    | 8      | 15       | 0        | 0        | 8            | 0            | 0            | 42      | 0      | 0      | 222     | 1      | 8      |

## Dosežki
Arsenal
Zmagovalec
- Angleška prva liga: 2003-04
- FA pokal: 2005
- Angleški superpokal: 2004

Drugouvrščeni
- Nogometna liga prvakov: 2005–06
- Angleška prva liga: 2004-05

#### Individualno
- PFA Ekipa leta: 2007–08